# Phra Naret Corona
La Phra Naret Corona è una struttura geologica della superficie di Venere.